# Борид стронция
Борид стронция — бинарное неорганическое соединение металла стронция и бора с формулой SrB6, чёрные кристаллы, не растворимые в воде.

## Получение
- Восстановление бората стронция углеродом или алюминием.

- Сплавление стронция и бора.

## Физические свойства
Борид стронция образует чёрные кристаллы кубической сингонии, пространственная группа P m3m, параметры ячейки a = 0,420 нм, Z = 1.

## Применение
- Для изготовления термоэмиссионных катодов.